# Саришево (Мелеузівський район)
Сари́шево (рос. Сарышево, башк. Һарыш) — присілок у складі Мелеузівського району Башкортостану, Росія. Адміністративний центр Саришевської сільської ради.
Населення — 406 осіб (2010; 491 в 2002).
Національний склад:
- башкири — 88%

## Видатні уродженці
- Амінов Міннетдин Гільметдинович — Герой Радянського Союзу.